# کوک او ون
کوک او ون (‎/ˌkɒk oʊ ˈvæ̃/‎؛ فرانسوی: [kɔk o vɛ̃]، «مرغ با شراب») یک غذای فرانسوی متشکل از گوشت مرغ تفت داده شده و ‌آب‌ پزشده با شراب، بیکن فرانسوی، قارچ خوراکی و بعضاً سیر است. برای تفت این غذا معمولاً از شراب بورگونی استفاده می‌شود؛ اگرچه بسیاری از ناحیه‌های فرانسه انواع مختلفی از این غذا را با شراب‌های محلی خود تهیه می‌کنند که از جملهٔ آن‌ها می‌توان به مرغ در شراب زرد (ژورا)، مرغ در ریزلینگ (آلزاس)، مرغ بنفش (بوژوله نوو) و مرغ در شامپاین اشاره کرد.

## تاریخچه
در افسانه‌های مختلف آمده‌است که پیشینهٔ کوک او ون به گل باستان و دوران ژولیوس سزار بازمی‌گردد، اما دستور تهیهٔ آن تا پیش از اوایل سدهٔ ۲۰ میلادی مستند نشده بود؛ به‌طور کلی بر سر وجود این غذا به‌عنوان یک غذای روستایی برای مدت‌های زیاد پیش از آن اتفاق نظر وجود دارد. یک دستور مشابه دیگر با نام مرغ در شراب سفید نیز پیش از این در یک کتاب آشپزی مربوط با سال ۱۸۶۴ دیده شده بود.
سیمون بک، لوئیزت برتول و جولیا چایلد دستور تهیهٔ کوک او ون را در کتاب آشپزی خود با نام تسلط بر هنر آشپزی فرانسوی که در سال ۱۹۶۱ منتشر شد، گنجانده‌اند و چایلد نیز در برنامهٔ آشپزی آشپز فرانسوی پخش‌شده از شبکهٔ پی‌بی‌اس دو بار به تهیهٔ این غذا پرداخته‌است. ارائهٔ این غذا به روش‌های مختلف به افزایش شهرت و محبوبیت این غذا در ایالات متحده کمک کرد و کوک او ون به‌عنوان یکی از غذاهای دارای امضای چایلد در نظر گرفته می‌شود.

## تهیه

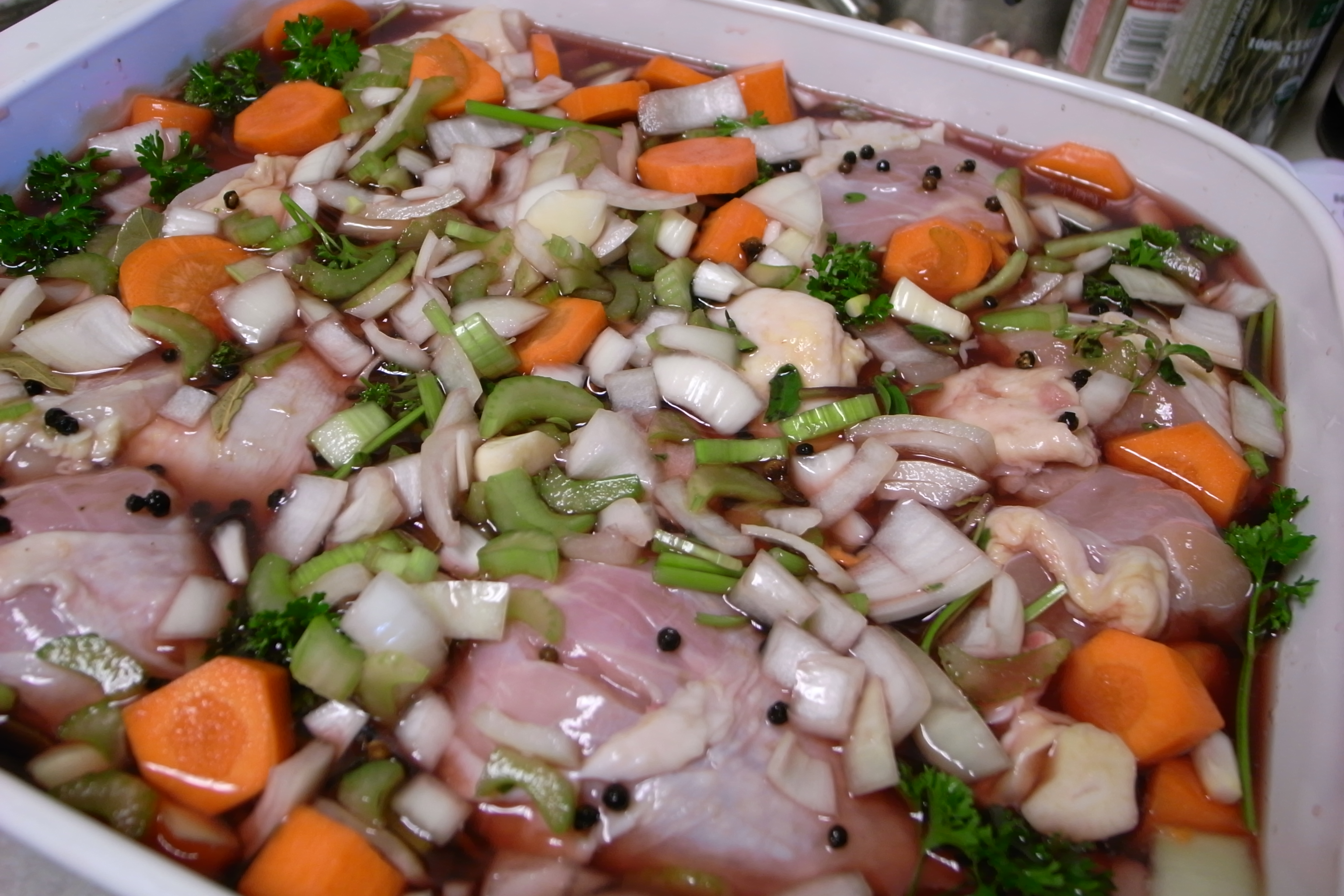
شراب قرمز بورگونی، سبزیجات خرد شده (هویج، کرفس، پیاز، سیر) و مقداری سبزی (جعفری، آویشن، برگ بو) و ادویه جات (دانه فلفل و میخک).

اگرچه واژهٔ کوک در زبان فرانسوی به معنی «مرغ» است، و گوشت پرندگانی که از بافت همبند بیشتری برخوردارند نیز به روش تفت‌آب‌پزی آمادهٔ سرو می‌شوند، اما کاک او ون را می‌توان با گوشت سایر طیور نیز تهیه کرد که مرسوم‌ترین آن‌ها، مرغ است.
دستور تهیهٔ استاندارد این غذا نیازمند شراب قرمز (اغلب شراب بورگونی) برای تفت، لاردون، قارچ خوراکی دکمه‌ای، پیاز، معمولاً سیر و بعضاً برندی است. در تهیهٔ گونه‌هایی که با استفاده از شراب زرد تهیه می‌شوند ممکن است از کرکونوسه به‌جای قارچ سفید استفاده شود. تهیهٔ این غذا از بسیاری جوانب مشابه گوشت گاو بورگینیون است. برای تهیهٔ این غذا، مرغ باید چاشنی‌دار شود، بعضاً به آرد نیز آغشته شود در روغن یا چربی دیگری سرخ شود و سپس به‌آرامی و به اندازه‌ای در شراب بجوشد تا نرم شود. چاشنی‌های مرسوم برای این غذا شامل نمک، فلفل، زعتر، جعفری و برگ بو هستند که معمولاً به‌شکل دسته گل گارنی استفاده می‌شوند. شرابی که مرغ در آن جوشانده شده نیز با روو (غذا) یا با افزودن خون در پایان، غلیط می‌شود.